# Queimada (Armamar)

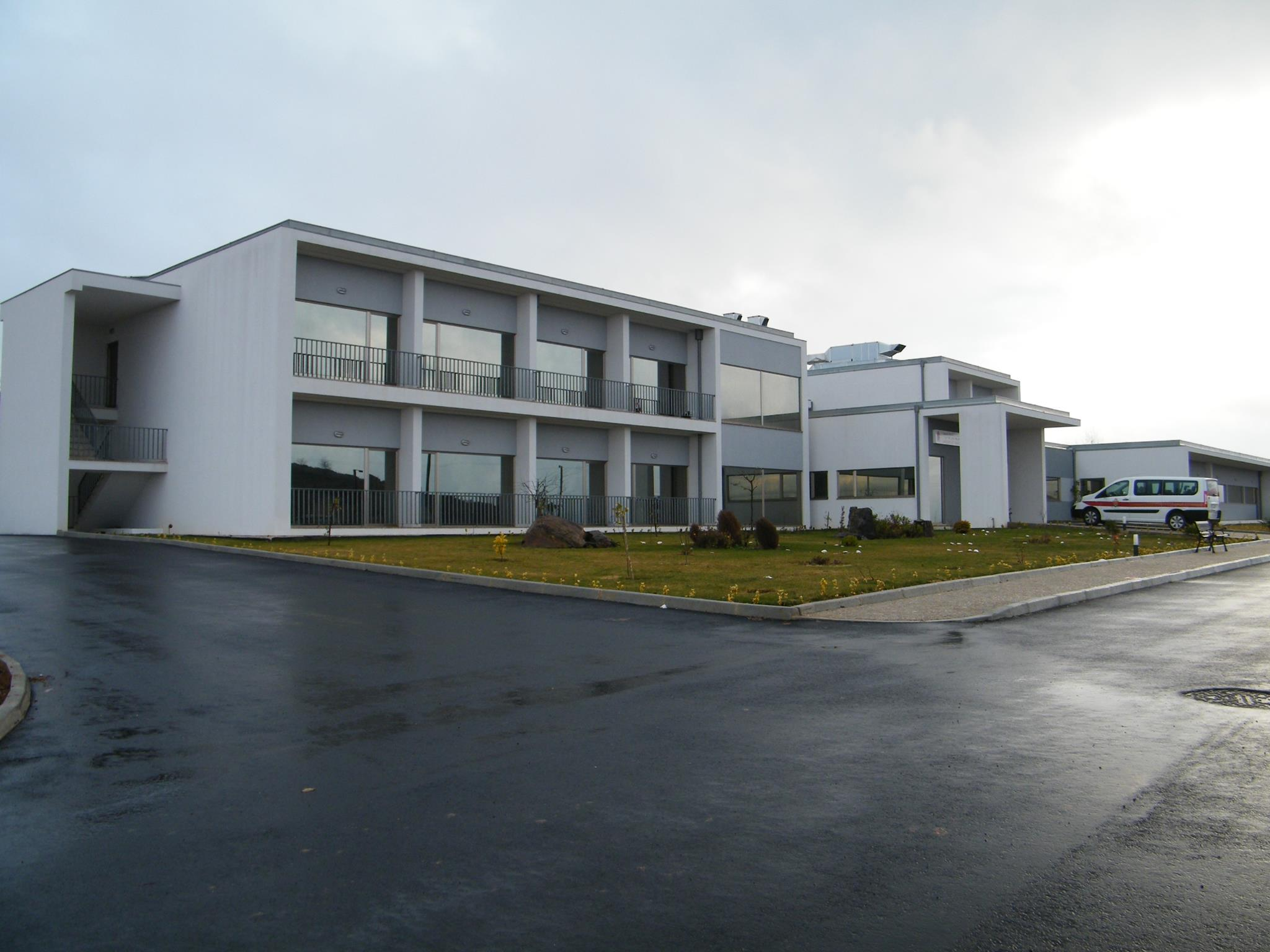
Lar de São João Batista

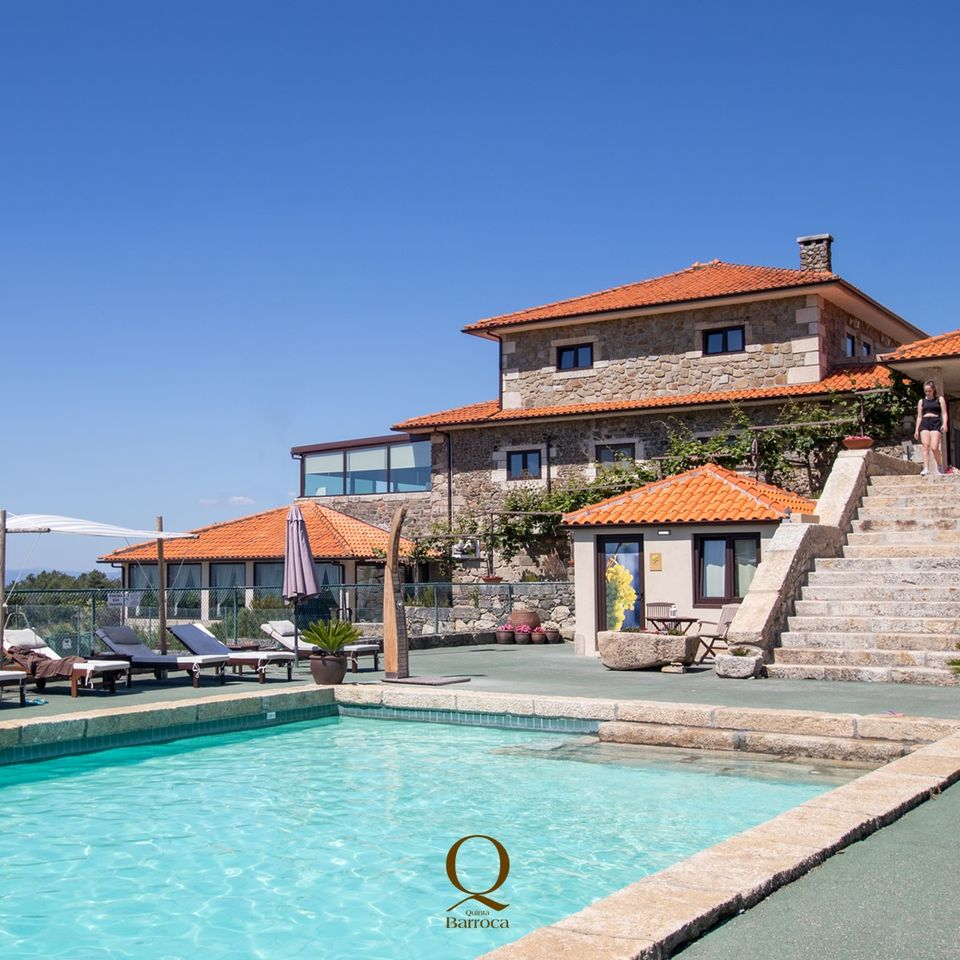
Quinta da Barroca

Queimada é uma freguesia portuguesa do município de Armamar, com 4,26 km² de área e 291 habitantes (censo de 2021). A sua densidade populacional é 68,3 hab./km².

## História
A história de Queimada cruza-se com a da vizinha cidade de Lamego ao longo de vários séculos. A localidade fez parte desde a alta Idade Média, juntamente com Queimadela, da terra ou termo de Lamego.
Do património de relevo na freguesia destacam-se a igreja matriz de invocação a São Pedro e as apelas do mártir São Sebastião e de Santo António.
Situada num planalto junto do monte de São Domingos e em pleno vale de Naçarães, local onde têm sido encontrados diversos achados arqueológicos a provar a antiguidade da ocupação destas terras,
Queimada tem grande potencial de produção agrícola com especial destaque para a produção de vinho, batata, fruta e produtos hortícolas. Pratica-se uma agricultura de subsistência em explorações de cariz familiar.
É em Queimada que podemos visitar a primeira unidade de alojamento turístico a surgir no Município. Trata-se de um empreendimento de turismo rural, a Quinta da Barroca, que oferece aos seus clientes um vasto conjunto de serviços, isto para não falar no enquadramento paisagístico de que se desfruta no local.

## Demografia
A população registada nos censos foi:
| Distribuição da População por Grupos Etários | Distribuição da População por Grupos Etários | Distribuição da População por Grupos Etários | Distribuição da População por Grupos Etários | Distribuição da População por Grupos Etários |
| -------------------------------------------- | -------------------------------------------- | -------------------------------------------- | -------------------------------------------- | -------------------------------------------- |
| Ano                                          | 0-14 Anos                                    | 15-24 Anos                                   | 25-64 Anos                                   | > 65 Anos                                    |
| 2001                                         | 38                                           | 45                                           | 144                                          | 77                                           |
| 2011                                         | 27                                           | 26                                           | 122                                          | 110                                          |
| 2021                                         | 22                                           | 22                                           | 127                                          | 120                                          |

## Património
- Igreja Matriz de invocação a São Pedro

- Capelas:

- Capela do mártir São Sebastião
- Capela de Santo António
- Calvário

## Estabelecimentos de ensino e lares
- Jardim de Infância ( Desativada, utilizada atualmente para realização de leilões, jantares e outras festas);

- Escola Primária ( Desativada, utilizada atualmente pelo Grupo de Bombos de Queimada para armazenamento de material).

- Centro Social e Paroquial de Queimada - Lar de São João Batista:

- Lar de Idosos com estrutura residencial para 50 pessoas, com alvará e apoio da Segurança Social. Localizado entre as freguesias Queimada e Queimadela  

## Alojamento
1. Agroturismo - Quinta da Barroca
2. Alojamento Local :

- Casa do Côto; 
- Casal da Viúva. 